# Charles François Léger Favereau
Pour les articles homonymes, voir Favereau.
Charles François Léger Favereau, né le 2 octobre 1760 à Chauny (Champagne), mort le 12 décembre 1825, est un général de la révolution française.

## États de service
Il entre en service le 12 mars 1779, au régiment d’artillerie de Besançon, il est sergent le 4 août 1783. Il passe sergent-major le 1er février 1785, et lieutenant quartier-maitre trésorier dans les troupes de marine le 9 septembre 1786.
Il est nommé capitaine d’artillerie de marine le 1er juillet 1792, il dirige la Fonderie d'Indret le 9 janvier 1793, et il est commandant temporaire de la rive gauche de la Loire, depuis Indret jusqu’à Paimbœuf, le 28 mai 1793. 
Le 15 floréal an II (4 mai 1794), il devient directeur commandant l’Arsenal de Paris, et il est nommé chef de bataillon le 1er messidor an II (19 juin 1794). Il prend part au succès de la journée du 9 thermidor an II, en refusant des munitions à Hanriot et en défendant l’arsenal contre la populace du Faubourg Saint-Antoine. Il est nommé chef de brigade le 21 brumaire an III (11 novembre 1794). 
Il est promu général de brigade et inspecteur des troupes de la marine le 1er nivôse an IV (22 décembre 1795), et général de division le 27 messidor an VII (15 juillet 1799).
Il est réformé le 19 brumaire an IX (10 novembre 1800), et mis à la retraite en 1801.
À la restauration le roi Louis XVIII, le fait chevalier de Saint-Louis.

## Sources
- (en) « Generals Who Served in the French Army during the Period 1789 - 1814: Eberle to Exelmans »
- Étienne Charavay, Correspondance général de Carnot, tome 4, 1907
- (pl) « Napoléon.org.pl »
- Maximilien Melleville, Histoire de la ville de Chauny, 1851